# أو تي-14جروزا
أو تي-14جروزا (بالإنجليزية: The OTs-14 Groza)‏ ((بالروسية: ОЦ-14 "Гроза")‏ ' رعدية" '  عبارة عن بندقية هجومية انتقائية روسية لجولة 7.62 × 39 وجولة دون. تم تطويره في التسعينات في مكتب التصميم والبحوث المركزي للأسلحة الرياضية والصيد في تولا، روسيا.
يُعرف السلاح بالعامية OC-14 أو OTs-14 "Groza". تحتوي OTs-14-4A "Groza-4" على مشتق واحد، وهو TKB-0239 (ТКБ-0239)، والمعروف أيضًا باسم OTs-14-1A "Groza-1" ، والذي تم حجرة لجولة 7.62 × 39 مم. 

## التاريخ
بدأ العمل في مشروع OTs-14-4A في ديسمبر 1992. كان كبار مصممي السلاح فاليري تيليش، المسؤولون عن قاذفات القنابل تحت البرميل GP-25 و GP-30 ،  ويوري ليبيديف.  شرع الفريق في تصميم نظام متكامل وموحد من شأنه أن يدمج أفضل ميزات البندقية الطويلة القتالية في سلاح واحد يعتمد على AKS-74U . كانت النماذج الأولية جاهزة للاختبار في أقل من عام وكان السلاح جاهزًا للإنتاج في أوائل عام 1994.

### آلية التشغيل
OTs-14-4A هو نظام أسلحة صغيرة يعتمد على كاربين 5.45 × 39 ملم AKS-74U. إنها نار انتقائية وبندقية يتم تغذيتها بالمجلات ويتم تبريدها بالهواء مع نظام تشغيل مكبس يعمل بالغاز وآلية قفل بمسامير دوارة.

## المتغيرات
تم إجراء المتغيرات التالية بناءً على Groza:
- OTs-14-1A Groza-1 - نموذج غرفة رئيسية في 7.62 × 39 مم M43 سوفيتية؛ ويستخدم نفس المجلات والأجزاء مثل بنادق هجوم AK-47 / AKM. [5] الأصل غرفة تجريبية، تم تبنيها لاحقًا من قبل الجيش في عام 1998 لاستخدامها من قبل قواتها المحمولة جواً والهندسة القتالية وسبيتسناز. لديها قوة وضرب أكثر من الإصدار دون الصوتي ويمكن أن تستخدم ذخيرة أرخص متاحة بسهولة من الإمدادات. لم يتم تطويره بالكامل ووضعه في الإنتاج بسبب إلغاء التمويل. [5] اعتمد جهاز الاستقبال على AKM ومخفي الفلاش يعتمد على AK-74. [7]
  - تكوين المهمة الخاصة لـ Groza-1 - البديل لـ Groza-1 مع منظار البندقية وكابت لعمليات القوات الخاصة. [5]
  - OTs-14-1A-01 - Carbine Variant مع برميل قصير ومقدمة رأسية، والتي تعمل على استقرار السلاح عند استخدامه في السيارات بالكامل. [8] يتم استخدام المقدمة أيضًا لتكون بمثابة مخفي فلاش. [9]
  - OTs-14-1A-02 - متغير كاربين خاص مع برميل قصير مترابطة لقمع. هذا مخصص للمستخدمين المشاركين في عمليات الحروب الحضرية. [9]
  - OTs-14-1A-03 - متغير القناص الخاص مع برميل قصير ملولب لقمع وكتيفة رؤية تلسكوبية على مقبض الحمل / مشاهد الحديد. [6]
  - OTs-14-1A-04 7,62 / 40 - متغير قاذفة قنابل يدوية مع برميل طويل وقاذف قنابل يدوية تحت برميل GP-30 .
- OTs-14-2A - نموذج تجريبي في غرفة مقاس 5.45 × 39 مم M74 سوفيتية. لم يتم اعتماده بسبب التكرار الناجم عن التفضيل للأداء الباليستي الأفضل للجولة 7.62 × 39 مم عند إطلاقها من خلال برميل قصير.
- OTs-14-3A - نموذج غرفة تجريبية في 5.56 × 45 مم الناتو. لم يتم اعتماده أو وضعه في الإنتاج بسبب نقص التمويل الإضافي لإنتاج البديل. [10]
- OTs-14-4A 9/40 Groza-4 - الطراز الأساسي، محاط بغلاف صوتي 9 × 39 ملم مع قاذفة قنابل ذات مشاهد حديدية قابلة للطي. [9] يستخدم نفس المجلات من 20 طلقة مثل بندقية OTs-12 («شجرة الطقسوس»). وقد اعتمد في عام 1994 من قبل وزارة الداخلية الأمون قوات العمليات الخاصة.
  - OTs-14-4A-01 - تكوين البندقية مع برميل قصير ومقدمة رأسية. [2]
  - OTs-14-4A-02 - تكوين كاربين مع برميل قصير مترابطة لقمع.
  - OTs-14-4A-03 - تكوين خاص / قناص مع ماسورة قصيرة ملولبة لقمع وكتيفة رؤية تلسكوبية على مقبض الحمل / مشاهد الحديد.

## المستخدمون
- Georgia[11]
- Russia: MVD forces in Chechnya.[6]

## قائمة المراجع
- Cutshaw، Charlie (1998). The New World of Russian Small Arms & Ammo. Boulder, Colorado, USA: Paladin Press. ص. 21–26. ISBN:0-87364-993-1.  Cutshaw، Charlie (1998). The New World of Russian Small Arms & Ammo. Boulder, Colorado, USA: Paladin Press. ص. 21–26. ISBN:0-87364-993-1.  Cutshaw، Charlie (1998). The New World of Russian Small Arms & Ammo. Boulder, Colorado, USA: Paladin Press. ص. 21–26. ISBN:0-87364-993-1.
- Roodhorst، Cor (2015). The Kalashnikov Encyclopedia: Recognition and Weapon Forensic Guide for Kalashnikov Arms and Derivatives II: Italy-Russia. Netherlands: Roodhorst Publications. ISBN:978-90-9027549-9.  Roodhorst، Cor (2015). The Kalashnikov Encyclopedia: Recognition and Weapon Forensic Guide for Kalashnikov Arms and Derivatives II: Italy-Russia. Netherlands: Roodhorst Publications. ISBN:978-90-9027549-9.  Roodhorst، Cor (2015). The Kalashnikov Encyclopedia: Recognition and Weapon Forensic Guide for Kalashnikov Arms and Derivatives II: Italy-Russia. Netherlands: Roodhorst Publications. ISBN:978-90-9027549-9.